# Paris (Fernsehserie)
Paris ist eine sechsteilige französische Miniserie, die von Son et Lumière im Auftrag von Arte France produziert wurde. Die Miniserie begleitet mehrere Einwohner von Paris aus allen sozialen Schichten, Generationen und Hautfarben innerhalb von 24 Stunden und zeigt ein vielseitiges und ungeschöntes Porträt der Metropole und ihrer Bevölkerung. Das Konzept der Miniserie wurde inspiriert von der Fernsehdokumentation 24h Berlin – Ein Tag im Leben, welche in einem Zeitraum von 24 Stunden das Leben berühmter und anonymer Berliner dokumentiert. Ihre Premiere feierte die Miniserie am 15. Januar 2015 auf dem deutsch-französischen Fernsehsender Arte.

## Handlung
Die Lichterstadt Paris hat viele Schattenseiten: von den Palästen der französischen Republik über das Vergnügungsviertel Pigalle bis zu den Vorstadtsiedlungen offenbart sich eine dunkle Seite der französischen Hauptstadt. Egal ob Ministerpräsident, Journalist, Kleinkrimineller, Transvestit oder Angestellter des Verkehrsbetriebes RATP, ob öffentliche oder unbekannte Personen – das Leben all dieser Menschen gerät im Laufe eines verrückten Tages aus den Fugen. Dieser Tag ist geprägt von Begegnungen und Trennungen, von tragischen Verwicklungen und wieder auflebender Hoffnung.

## Figuren
Alexia „Alexis“ Penmarch
Alexia ist transsexuell und arbeitet als Nachtclubsängerin im Vergnügungsviertel Pigalle. Ihre restliche Zeit verbringt sie im Krankenhaus. Eine
Hormonbehandlung soll dafür sorgen, dass Alexia auch körperlich eine Frau wird. Ihre Mutter Catherine kann diese Entscheidung nicht akzeptieren. Alexia ist in den verheirateten Generalstaatsanwalt Pierre verliebt. Außerdem nimmt sie den angeschlagenen Teenager Clément bei sich auf. Sie ahnt jedoch nicht, dass der Vater des Jungen der französische Premierminister ist.
Catherine „Cathy“ Penmarch
Catherine ist die Cheffahrerin im Busdepot der Pariser Verkehrsbetriebe. Sie ist eine engagierte Gewerkschafterin und trägt ihre Uniform mit Stolz. Catherine vertritt mit großem Einsatz die Interessen der Busfahrer im Kampf gegen die geplante Rentenreform. Alle ihre Kollegen sind sich einig, dass sie mit Catherine nicht nur eine treibende Kraft haben, sondern mit ihr sogar den Premierminister stürzen könnten! Doch Catherine kämpft noch an anderen Fronten. Zum einen wurde gerade ihr Mann Yvon, der ebenfalls Busfahrer ist, gefeuert. Und zum anderen hat sie es noch nicht verkraftet, dass sich ihr ältester Sohn Alexis … besser gesagt, ihre Tochter Alexia, einer Geschlechtsumwandlung unterzieht.
Clément Ardent
Clément ist der Adoptivsohn des französischen Premierministers und seiner Frau. Er wird von Mitschülern verprügelt und terrorisiert, weil er der Sohn des Premierministers ist. Clément geht sein Vater auf die Nerven. Denn er ist nie zu Hause und doch immer irgendwie präsent. Auch das beengte Dasein im Hôtel Matignon und die Leibwächter, die ihm auf Schritt und Tritt folgen, kann er nicht mehr ertragen. Zudem möchte er nach seiner leiblichen Mutter suchen. Also beschließt er kurzerhand abzuhauen, was ihm auch gelingt. Dabei wird Clément von zwei Jugendlichen ausgeraubt und zusammengeschlagen. Zum Glück kommt ihm Alexia zu Hilfe und nimmt ihn mit zu sich nach Hause.

## Besetzung und Synchronisation
Die deutsche Synchronisation entstand unter der Dialogregie von Benedikt Rabanus durch die Synchronfirma Film- & Fernseh-Synchron in München und Berlin.
| Figur              | Darsteller            | Deutscher Sprecher    |
| ------------------ | --------------------- | --------------------- |
| Catherine Penmarch | Nanou Garcia          | Bettina Redlich       |
| Alexia Penmarch    | Sarah-Jane Sauvegrain | Angela Wiederhut      |
| Pierre Lanvin      | Éric Caravaca         | Manou Lubowski        |
| Ange               | Jérôme Robart         | Mike Carl             |
| Alice Ardent       | Florence Pernel       | Elisabeth Günther     |
| Clément Ardent     | Thomas Doret          | Manuel Scheuernstuhl  |
| Coline Sergent     | Emilie Deville        | Elisabeth von Koch    |
| Magali             | Félicité Wouassi      | Sabina Trooger        |
| Michel Ardent      | François Loriquet     | Pierre Peters-Arnolds |
| Noémie Lanvin      | Stéphanie Murat       | Sandra Schwittau      |
| Sacha              | Kool Shen             | Torsten Münchow       |
| Yvon Penmarch      | Luc-Antoine Diquéro   | Hans-Georg Panczak    |

## Episodenliste
| Nr. (ges.) | Nr. (St.) | Deutscher Titel | Originaltitel | Erstausstrahlung FR | Deutschsprachige Erstausstrahlung (Arte) |
| ---------- | --------- | --------------- | ------------- | ------------------- | ---------------------------------------- |
| 1          | 1         | Folge 1         | Épisode 1     | 15. Jan. 2015       | 15. Jan. 2015                            |
| 2          | 2         | Folge 2         | Épisode 2     | 15. Jan. 2015       | 15. Jan. 2015                            |
| 3          | 3         | Folge 3         | Épisode 3     | 15. Jan. 2015       | 15. Jan. 2015                            |
| 4          | 4         | Folge 4         | Épisode 4     | 22. Jan. 2015       | 22. Jan. 2015                            |
| 5          | 5         | Folge 5         | Épisode 5     | 22. Jan. 2015       | 22. Jan. 2015                            |
| 6          | 6         | Folge 6         | Épisode 6     | 22. Jan. 2015       | 22. Jan. 2015                            |